# Polémique Brown dog
La polémique Brown Dog (Brown Dog affair) est une controverse politique à propos de la vivisection, qui a eu lieu en Angleterre de 1903 à 1910. Elle inclut l'infiltration des conférences en médecine de l'université de Londres par des féministes suédoises, des rixes opposant les étudiants en médecine et la police, la protection policière de la statue d'un chien, un procès en diffamation à la Cour royale de justice et l'établissement d'une Commission royale pour enquêter sur l'usage d'animaux lors des expériences.

## Histoire
La controverse débute par des allégations suggérant que, en février 1903, William Bayliss, physiologiste et professeur de l'University College de Londres, a procédé à une dissection illégale  sur un chien terrier de couleur marron, devant soixante étudiants en médecine. Selon Bayliss et son équipe, le chien avait été anesthésié comme il se doit, tandis que, selon des activistes suédoises, l'animal était conscient et souffrait. La procédure est jugée cruelle et illégale par la National Anti-Vivisection Society (en). Bayliss, dont les recherches sur les chiens a permis la découverte des hormones, outré par cette attaque à sa réputation, intente un procès en diffamation et le gagne.

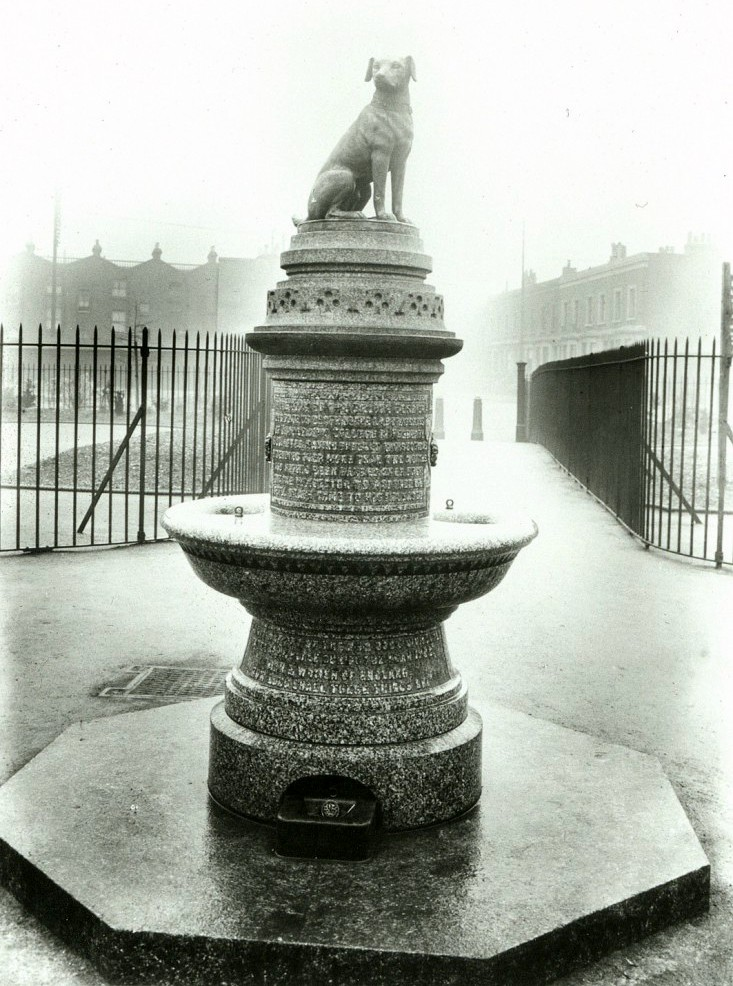
Statue de Brown Dog, à Battersea

## Érection d'une statue
Les militants anti-vivisection font réaliser en guise de mémorial une statue en bronze du chien, inaugurée à Battersea en 1906. Cependant, les étudiants en médecine s'élèvent contre ce qu'ils considèrent comme une provocation, ce qui entraîne de fréquents vandalismes. Finalement, le mémorial est mis sous protection policière permanente. Le 10 décembre 1907, près de 1 000 étudiants en médecine marchent à travers Londres en agitant l'effigie d'un chien sur un bâton et doivent faire face à des suffragettes, des syndicats et à près de quatre cents officiers de police. Ces émeutes font partie de ce qu'on a appelé les « émeutes Brown Dog » (« Brown Dog riots »).
En mars 1910, lassé de la controverse, le Conseil de Battersea envoie quatre ouvriers, accompagnés par 180 policiers, retirer la statue durant la nuit. Celle-ci est ensuite fondue par le forgeron de la ville, en dépit d'une pétition comptant 20 000 signatures en sa faveur.

## Une seconde statue en 1985
Une nouvelle statue du chien est commandée par des groupes anti-vivisection soixante-dix ans plus tard et est érigée dans le parc Battersea Park en 1985. 